# 攻克于子章臺
「攻克于子章臺」は、『清實錄』中にみえる後金アイシン･グルン(後の大清) と明 (崇禎朝) との戦役。所謂「明清交替」の一連の戦役の一つ。
兼ねてより紅衣砲の自国製造を進めていた後金軍は、本戦役で同砲を本格的に実戦導入した。その威力と成果を強く実感した太宗ホン･タイジは、その後の諸戦においても同砲を積極的に活用するようになる。

## 経緯
祖大壽の明兵が立て篭もる大凌河城 (現凌海市) を攻略したい後金軍は、天聰5年163110月、滿洲マンジュ兵500名と漢人ニカン兵全軍を出動させ、さらに漢人兵に紅衣砲6門・将軍砲54門を与え、大凌河城北方に位置する于子章臺 (現義県南端の大凌河沿部?)に進攻させた。この時、于子章臺から逃亡した二人の明人の供述により、仮に大凌河城が陥落しても、同臺の明兵は降伏せず逃走する計画であることがわかった。
邊外に屹立し、堅牢な垣牆によって護られる于子章臺を、後金軍は紅衣・大将軍両砲で三日間に亘り砲撃し続け、同月12日、姫垣を撃砕した。爆死した明兵が57人の多きにのぼったことで、同臺參將の王景は抗戦継続困難と判断し、壮丁239人・婦女幼児339人・牲畜70頭を連れて投降した。于子章臺は竟に陥落した。
周辺100餘箇所の臺では、于子章臺の陥落を伝え聞くや、近きは後金に投降し、遠きは臺を放棄し遁走する者が続出した。制圧された周辺各臺から集められた糧秣は、量にして後金軍の兵馬を一箇月養えるほどであった。同臺の陥落はまた、瀋陽からの輸送に頼っていた後金軍の糧秣供給問題を解決し、大凌河城攻略に於いて後金の有利にはたらいた。

## 脚註

### 典拠
1. 1 2 3  “天聰5年1631 10月12日/段1215”. 太宗文皇帝實錄. 10
2. ↑  “天聰5年1631 10月9日/段1213”. 太宗文皇帝實錄. 10

### 註釈
1. ↑  明代に中国に伝わったキャノン砲の一種。「紅夷砲」と呼ばれていたものを後金でもホン･タイジの代に独自製造するようになり、「夷」を同音異字の「衣」に置き換えたことに因むとされる。
2. ↑  「于子章」は「魚子嶂」「於子章」とも。『欽定盛京通志』巻30に「開州堡城東北五十里週圍一里堡東曰魚子嶂臺我太宗文皇帝辛未年征明攻降之堡北曰靠塔屯羅家屯夏家溝堡西曰於家屯白廟子」とあり、錦州城の東北50里約29kmの開州堡 (現義県開州村?) の東に位置したとされる。

## 文献
- 馬佳氏圖海, 他『太宗文皇帝實錄』(漢) 順治6年1649

### 論文
- 『東洋史研究』59巻3号, 東洋史研究会 (2000) 楠木 賢道「天聴五年大凌河攻城戰からみたアイシン國政權の構造」

### Web
- 「明實錄、朝鮮王朝実録、清實錄資料庫」中央研究院歴史語言研究所 (台湾)